# Lhodrak

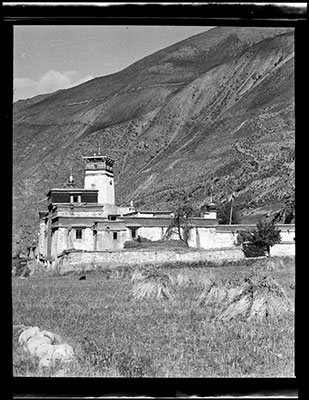
Lhodrak Sekhar Guthok, tour de Milarépa de neuf étages, dans le Lhodrak en 1950

Lhodrak (tibétain : ལྷོ་བྲག, Wylie : lho brag) est une ancienne région tibétaine située au sud du Tibet, qui comprend les actuelles comté de Lhodrak et de Tshome. C'est la région d’origine de Marpa. On y trouve les vestiges d'une tour de neuf étages dont la tradition attribue la construction à Milarépa. Au cours de l'histoire, cette région tibétaine fut propice à des échanges culturels avec l’Inde et la région de Bumthang au Bhoutan.
La danse sacrée Mila Se-Cham initié pour célébrer la fin de la construction par Milarépa de la tour de 9 étages, le Lhodrak Sekhar Guthok était traditionnellement accomplie du 12e au 16e jour du 6e mois du calendrier tibétain à Lhodrak. Disparue au Tibet, elle a été conservée en exil en Inde.

## Personnalités liées à la région
- Marpa
- Nyangrel Nyima Özer
- Guru Chöwang
- Tenzin Gönpo
- Lhalung Pelgyi Dorje, moine bouddhiste, qui assassine le dernier empereur du Tibet, Langdarma, qui persécutait les bouddhistes. Il aurait fondé dans le Lhodrak, le Monastère de Lhalung.
- Le 1er karmapa Düsum Khyenpa aurait peut-être aussi fondé le Monastère de Lhalung dont le 2e Pawo Rinpoché Tsouglag Trengwa fut l’abbé et qui fut aussi le siège de Péma Lingpa[3].